# Етодолак
Етодолак (англ. Etodolac, лат. Etodolacum) — синтетичний препарат, що є похідним індолоцтової кислоти та належить до групи нестероїдних протизапальних препаратів, що застосовується перорально. Етодолак уперше допущений FDA до застосування в клінічній практиці в 1991 році.

## Фармакологічні властивості
Етодолак — синтетичний препарат, що є по хімічній структурі похідним індолоцтової кислоти та належить до групи нестероїдних протизапальних препаратів. Механізм дії препарату, як і інших представників групи нестероїдних протизапальних препаратів, полягає у інгібуванні ферменту циклооксигенази, яка забезпечує перетворення арахідонової кислоти у простагландини, у тому числі у вогнищі запалення. Хімічний склад етодолаку відрізняється від інших представників групи нестероїдних протизапальних препаратів — похідних оцтової кислоти — наявністю тетрагідропіраноіндольного ядра, завдяки чому препарат має помірну селективність до циклооксигенази 2 типу (ЦОГ-2), і значно менше впливає на циклооксигеназу 1 типу (ЦОГ-1). Це забезпечує також нижчу кількість побічних ефектів з боку травної системи при застосуванні етодолаку в порівнянні з іншими нестероїдними протизапальними препаратами, які переважно є інгібіторами ЦОГ-1 (диклофенаком, індометацином, піроксикамом, напроксеном). При застосуванні етодолаку знижується чутливість рецепторів до медіаторів запалення (брадикініну та гістаміну), зниження ексудації в місці запального процесу, гальмування міграції лейкоцитів до місця запалення, а також зниження чутливості гіпоталамічного центру терморегуляції до дії ендогенних пірогенів. Етодолак має також високий профіль безпеки до можливих серцево-судинних ускладнень.

### Фармакокінетика
Етодолак швидко та повністю всмоктується при пероральному, так і при парентеральному застосуванні, максимальна концентрація препарату в крові досягається протягом 1 години, біодоступність препарату складає більше 80%. Анальгетичний ефект препарату починається за 30 хвилин після перорального застосування і триває до 12 годин. Етодолак практично повністю (на 95%) зв'язується з білками плазми крові. Даних за проникнення етодолаку через плацентарний бар'єр та виділення в грудне молоко немає. Метаболізується препарат у печінці з утворенням неактивних метаболітів. Виводиться етодолак з організму переважно із сечею у вигляді метаболітів, частина препарату виводиться із сечею в незміненому вигляді. Період напіввиведення етодолаку становить 3,5—10 годин (у середньому 7 годин), даних за зміни цього часу у хворих із печінковою та нирковою недостатністю немає.

## Показання до застосування
Етодолак застосовується для лікування больового синдрому різної інтенсивності і для лікування ревматологічних захворювань (остеоартрозу, ревматоїдного артриту, анкілозуючого спондилоартриту).

## Побічна дія
При застосуванні етодолаку найчастіше спостерігаються побічні ефекти з боку травної системи — загострення виразкової хвороби, шлунково-кишкові кровотечі, гастрит, біль у животі, нудота, діарея, блювання, але частота цих ускладнень значно нижча, ніж при застосуванні неселективних нестероїдних протизапальних препаратів (індометацину, диклофенаку, піроксикаму). З боку інших органів та систем можуть рідко спостерігатися наступні побічні ефекти:
- З боку шкірних покривів та алергічні реакції — висипання на шкірі, свербіж шкіри, гіпергідроз, кропив'янка, алопеція, фотодерматоз, бронхоспазм, загострення бронхіальної астми, гарячка, синдром Стівенса-Джонсона, синдром Лаєлла, анафілактичний шок, набряк Квінке.
- З боку нервової системи — головний біль, головокружіння, сонливість, депресія, підвищена збудливість, тремор, судоми, парестезії, галюцинації, порушення зору та слуху, асептичний менінгіт, глухота, інсульт.
- З боку серцево-судинної системи — частіше артеріальна гіпертензія, серцева недостатність, приливи крові до обличчя, тахікардія, інфаркт міокарду.
- З боку сечостатевої системи — гематурія, інтерстиційний нефрит, ниркова недостатність, затримка сечі, частий сечопуск, папілярний некроз, маткові кровотечі.
- Зміни в лабораторних аналізах — можуть спостерігатися тромбоцитопенія, лейкопенія, анемія (у тому числі гемолітична), гіпонатріємія, гіпокаліємія, подовження часу кровотечі, агранулоцитоз, панцитопенія, еозинофілія, підвищення рівня креатиніну та сечовини в крові, підвищення рівня печінкових ферментів.

## Протипокази
Етодолак протипоказаний при підвищеній чутливості до препарату та інших нестероїдних протизапальних препаратів, загостренні виразкової хвороби шлунку та дванадцятипалої кишки, шлунково-кишковій кровотечі, бронхіальній астмі зі супутнім поліпозом носа та непереносимістю ацетилсаліцилової кислоти, вагітності та годуванні грудьми, у дитячому віці до 15 років.

## Форми випуску
Етодолак випускається у вигляді таблеток по 0,2; 0,3 г та 0,4 г.